# Университет Коджаэли
Университет Коджаэли (KOU) - государственный университет в Коджаэли, Турция. Был основан как Академия Инженерии и Архитектуры в Коджаэли в 1976 году. Первыми кафедрами академии были кафедры электротехники и машиностроения, фундаментальные науки и кафедра современных языков. Он стал частью университета Йылдыз в 1982 году.

## История
В июле 1992 года турецкое правительство решило построить 22 университета по всей стране, включая Университет Коджаэли. До измитского землетрясения 1999 года, которое можно рассматривать как поворотный пункт для возрождения университета, в Университете Коджаэли обучалось около 20 000 студентов, 1150 работников образования и кампус площадью 650 000 квадратных метров. Университет Коджаэли потерял почти 75% своей физической структуры в результате землетрясения, но его предшествующее расширение в кампусе Арсланби быстро компенсировало потери университета. В 2004 году университет переехал в кампус Умуттепе.

## Университетский кампус
Центральный кампус Университета Коджаэли в Умуттепе расположен недалеко от Измита, в регионе Коджаэли, наиболее индустриально развитом регионе Турции. Большинство его факультетов находятся в этом кампусе, за исключением факультета изобразительных искусств, факультета архитектуры и дизайна, стоматологического факультета и факультета животноводства.

## Месторасположение
До Стамбула всего 90 километров (56 миль), а его вторичный международный аэропорт был разработан на площадке в 50 километрах (31 милях) от Измита, что делает университет гораздо более доступным в последние годы. Поскольку Коджаэли является ближайшим соседом Стамбула, большое количество его студентов приезжают из Стамбула.

## Учебный процесс
В университете создан отдел международных отношений, который внимательно следит за развитием событий в Болонье и контролирует участие KOU в программах мобильности студентов Erasmus и Leonardo da Vinci. Членство в Европейской ассоциации университетов, KOU стремится к международному признанию своей академической работы.
Университет, специализирующийся на технических и инженерных дисциплинах, предлагает широкий выбор курсов по общественным наукам и искусству. Инженерный факультет предпринимает некоторые шаги по сертификации ABET (Аккредитационный совет по инженерным и технологическим вопросам), например, адаптация содержания курса по специальностям инженерного дела.